# Turinge landskommun
Turinge landskommun var en tidigare kommun i Stockholms län.

## Administrativ historik
Den 1 januari 1863, när kommunalförordningarna började tillämpas, skapades över hela riket cirka 2 500 kommuner, varav 89 städer, 8 köpingar och resten landskommuner. Då inrättades i Turinge socken i Öknebo härad i Södermanland denna kommun.
1952 genomfördes den första av 1900-talets två genomgripande kommunreformer i Sverige. Denna reform påverkade inte Turinge kommun.
Den 1 januari 1959 överfördes från Turinge landskommun och församling till Mariefreds stad och Taxinge församling i Södermanlands län ett obebott område (Lövdal 1:2) omfattande en areal av 0,47 km², varav allt land.
Den 1 januari 1971 upphörde Turinge landskommun och dess område införlivades i Södertälje kommun. 1999 bröts området ut och ingår därefter i Nykvarns kommun.

### Kyrklig tillhörighet
I kyrkligt hänseende tillhörde kommunen Turinge församling.

## Geografi
Turinge landskommun omfattade den 1 januari 1952 en areal av 122,36 km², varav 106,11 km² land. Efter nymätningar och arealberäkningar färdiga den 1 januari 1955 omfattade landskommunen den 1 januari 1961 en areal av 122,02 km², varav 106,89 km² land.

### Tätorter i kommunen 1960
I Turinge landskommun fanns tätorten Nykvarn, som hade 1 795 invånare den 1 november 1960. Tätortsgraden i kommunen var då 66,6 procent.

## Politik

### Mandatfördelning i valen 1938-1966
| 17 | 1 | 1 | 4 |

| 20 |

| 17 | 2 | 1 | 3 |

| 19 | 4 |

| 2 | 14 | 3 | 1 | 3 |

| 20 |

| 15 | 3 | 3 | 2 |

| 20 |

| 14 | 3 | 3 | 3 |

| 19 | 4 |

| 14 | 3 | 3 | 3 |

| 18 | 5 |

| 1 | 14 | 2 | 3 | 3 |

| 18 | 5 |

| 1 | 13 | 3 | 3 | 3 |

| 18 | 5 |